# Ilse Kögler
Ilse Kögler (* 1952 in Mödling) ist eine österreichische katholische Theologin, Religionspädagogin und Hochschullehrerin.

## Leben
Ilse Kögler studierte Theologie und Anglistik, arbeitete daneben ab dem 3. Studienjahr als Religionslehrerin an der Knabenhauptschule, später elf Jahre am Bundesgymnasium Mödling. Im Jahr 1978 schloss sie ihr Studium mit der Sponsion zur Magistra der Theologie ab. Von 1980 bis 1997 war sie als Assistentin am Institut für Religionspädagogik und Katechetik an der Katholisch-Theologischen Fakultät der Universität Wien tätig. 1991 promovierte sie zur Doktorin der Theologie. In den Jahren 1994 bis 1997 nahm sie einen Lehrauftrag für Katechetik an der Hochschule Heiligenkreuz wahr. Sie absolvierte außerdem Zusatzausbildungen in Themenzentrierter Interaktion (TZI) und Integrativer Supervision. Seit 1997 ist sie als Professorin für Katechetik/Religionspädagogik und Schulpädagogik an der Katholischen Privat-Universität Linz (KU) tätig. Von 2002 bis 2006 nahm sie an dieser Hochschule die Aufgabe der Rektorin, von 2007 bis 2010 die der Prorektorin wahr. 

### Mitarbeit in Gremien und Fachgesellschaften
- Europäische Gesellschaft für Katholische Theologie (1998–2001 Schatzmeisterin)
- Österreichisches Institut für Jugendforschung (ÖIJ) (1997–2000 Vorsitzende)
- Landeskulturbeirat Oberösterreich (seit 2006 Stellvertretende Vorsitzende)
- Ruth-Cohn-Institut Österreich
- Hochschulrat der Privaten Pädagogischen Hochschule der Diözese Linz (seit 14. September 2006 Mitglied, seit Jänner 2013 stellvertretende Vorsitzende)
- Redaktion der Theologisch-Praktischen Quartalschrift (ThPQ) (seit 2008)
- wissenschaftlicher Beirat des IFZ-Salzburg (seit 2009)[1]

### Forschungsschwerpunkte
- Jugendforschung
- Religion in der populären Kultur
- Kommunikation in Theorie und Praxis

## Werke (in Auswahl)

### Publikationen in Buchform

#### Monografien
- Rockmusik – Spiegel der Erfahrungswelt Jugendlicher. Zur Geschichte und Bedeutung einer Musikkultur, Dissertation, Wien 1990.
- Die Sehnsucht nach mehr: Rockmusik, Jugend und Religion. Informationen und Deutungen, Verlag Styria, Graz, 1994, ISBN 3-222-12254-7.
- Claudio Cento (Übersetzung), L´anelito verso il più. Musica rock gioventù e religione (= Educare al futuro), Die Sehnsucht nach mehr (italienische Ausgabe), Societa Educatione Internazionale, Torino 1995, ISBN 88-05-05463-1

#### Herausgeberschaft
- zusammen mit Severin J. Lederhilger (Hrsg.): Unsagbares benennen – um Gottes und der Menschen willen. Festschrift anlässlich 25 Jahre Katholisch-Theologische Fakultät Linz. Linz 2004, ISBN 3-902330-09-0.

### Beiträge in Sammelwerken
- That's the way we like it. Rituale als Stile jugendlicher Szenen. In: Florian Uhl, Artur Boelderl (Hrsg.): Rituale. Zugänge zu einem Phänomen (= Schriften der Österreichischen Gesellschaft für Religionsphilosophie, Band 1), Parerga Verlag, Düsseldorf und Bonn, 1999. S. 147–162.
- „What if God was one of us?“ Gott im Blickfeld der Populären Kultur. In: Severin J. Lederhilger (Hrsg.): Die Marke „Gott“ zwischen Bedeutungslosigkeit und Lebensinhalt. 9. Ökumenische Sommerakademie Kremsmünster 2007. Frankfurt 2008, S. 115–131.
- Geschlossene Welten. Filmische Einblicke in fundamentalistisches religiöses Leben. In: Nikolaus Wandinger, Petra Steinmair-Pösel (Hrsg.): Im Drama des Lebens Gott begegnen. Einblicke in die Theologie Józef Niewiadomskis. Wien, 2011, S. 479–497.
- In der Dynamik des Aufbruchs. Auftrag und Impulse für die Religionspädagogik. In: Ansgar Kreutzer, Günther Wassilowsky (Hrsg.): Das II. Vatikanische Konzil und die Wissenschaft der Theologie (= Linzer Philosophisch-Theologische Beiträge, Band 28), Frankfurt am Main 2014, ISBN 978-3-631-64582-6, S. 189–218.